# Sussaba rohweri
Sussaba rohweri là một loài tò vò trong họ Ichneumonidae.